# NGC 3339
NGC 3339 је појединачна звезда у сазвежђу Секстант која се налази на NGC листи објеката дубоког неба.
Деклинација објекта је - 0° 22' 6" а ректасцензија 10h 42m 10,0s. Привидна величина (магнитуда) објекта NGC 3339 износи 10,9.